# Альтернативна історія (наука)

Герб Гетьманату у альтернативі «Гетьманат 1920-30-х рр.»

Альтернативна історія, контрфактуальна історія (англ. Counterfactual history) — в історичній науці — напрям, що ґрунтується на описі можливого розвитку історії за умови зміни результату певної події в минулому. В західній історіографії поширений також термін «контрфактуальна історія».
Основоположником альтернативної історії вважається римський історик Тит Лівій, що описав можливу історію протистояння Стародавнього Риму й імперії Александра Македонського («Історія від заснування міста», межа ер). У ХХ ст. стають популярними колективні праці у стилі альтернативної історії («Якщо б це відбулося інакше», 1931; «Варіанти Гітлера», 1995; «А якщо?», 1999; «Варіанти Наполеона», 2000; «А якщо? 2», 2001; «Перемоги Висхідного сонця», 2001; «Перемоги Третього рейху», 2002; «А якщо? В американській історії», 2003; «Гаряча холодна війна», 2003 та ін.).

## Теоретичне обґрунтування
Історики в цьому напрямі намагаються визначити закономірності історичного розвитку та вплив випадковостей на історичний процес. При цьому особлива увага приділяється наслідкам можливих змін у минулому та порівнянню їх із дійсним перебігом історії.
У творах, створених в жанрі альтернативної історії, неодмінним елементом сюжету є зміна історії в минулому. За ідеєю автора, в деякий момент минулого з якої-небудь причини, або випадково, або в результаті втручання зовнішніх сил (наприклад прибульців з майбутнього) відбувається щось відмінне від того, що відбувався в реальній історії. Те, що трапилося може бути пов'язане з широко відомими історичними подіями чи особами, а може видаватися, на перший погляд, малозначним. В результаті цієї зміни відбувається «розгалуження» історії — події починають розвиватися за іншим сценарієм.
«Без альтернативних варіантів будь-яке осмислення історії буде спочатку неповноцінним, таким, що виключає засвоєння уроків історії. Адже саме в уроках історії, якщо вірити підручникам, суть і сенс занять історією. І якщо та чи інша подія могла відбутися тільки так, як відбулося — то який звідси урок? Іншими словами, якщо у минулого немає альтернатив, то їх бути не може і у сьогодення та майбутнього. Оскільки те й інше є, як загальновідомо, всього лише логічним продовженням минулого. З цієї позиції майбутнє стає таким же фатальним, жорстко детермінованим, як і минуле» (І. В. Бестужев-Лада «Ретроальтернативистика в философии истории»)
Альтернативна історія в Україні, на відміну від ряду інших країн тільки розпочинає розвиватися. Так науково-популярні сценарії альтісторичного розвитку розробляв Д. Шурхало, художні — О. Ірванець, В. Кожелянко, П. Станіславський.